# Just Like Heaven (canção)
"Just Like Heaven" é uma canção da banda britânica de rock The Cure.
O grupo escreveu grande parte da canção durante as sessões de gravação no sul da França em 1987. A letra foi escrita pelo vocalista Robert Smith, que se inspirou em uma viagem que havia feito com sua futura esposa para Beachy Head, costa sul da Inglaterra. Antes que terminasse de escrever a letra, uma versão instrumental da canção foi usada como tema do programa de TV francês Les Enfants du Rock.
"Just Like Heaven" foi o terceiro single que a banda lançou para seu álbum Kiss Me, Kiss Me, Kiss Me, de 1987. A canção se tornou o primeiro sucesso da banda nos Estados Unidos e, em 1988, alcançou a 40ª posição nas paradas da Billboard. Já foi interpretada por muitos artistas como Dinosaur Jr., AFI e Katie Melua. Robert Smith considera a canção como "a melhor música pop que o The Cure já fez".

## Bastidores e gravação
A fim de produzir material para o álbum Kiss Me, Kiss Me, Kiss Me, Robert Smith se viu obrigado a trabalhar por um mínimo de 15 dias por mês na composição das canções. Nesse ritmo, compôs os acordes e a melodia que formam a base de "Just Like Heaven". Ele percebeu que, o que havia composto era estruturalmente parecido com o hit de 1979 "Another Girl, Another Planet" da banda The Only Ones. Quando trouxe uma demo instrumental dessa canção para as sessões de gravação do álbum no sul da França, Boris Williams aumentou o tempo e acrescentou uma introdução com a bateria, o que depois inspirou o vocalista a ir apresentando cada instrumento separadamente e em sequência.
Quando o programa de TV francês Les Enfants du Rock pediu uma música tema para a banda, Smith lhes concedeu a versão instrumental. Como explicou, "isso faria com que a música fosse familiar para milhões de europeus antes mesmo de ser lançada". Ele finalizou a letra quando a banda transferiu as gravações para o estúdio Miraval, localizado em Le Val, Provença-Alpes-Costa Azul. A banda rapidamente terminou a canção, e, naquela ocasião, Smith a considerou, dentre as canções que a banda havia gravado naquelas duas semanas em Miraval, o single em potencial mais óbvio.

## Composição e letras
"Just Like Heaven" foi composta em lá maior e consiste de uma progressão de acordes A-E-Bm-D repetida ao longo da música, exceto durante o refrão, quando a banda toca uma progressão F♯m–G–D. O gancho central da música é formado a partir de um rife decrescente de guitarra que aparece entre os versos da música e em partes da ponte e do último verso. Essa linha de guitarra contrasta com uma difusa combinação das guitarras responsáveis pelo ritmo.
De acordo com Robert Smith, "a música é sobre ofegar, beijar e cair no chão desmaiado". A letra foi inspirada em uma viagem com Mary Poole, então sua namorada (e posteriormente esposa), para Beachy Head, no sul da Inglaterra. O músico disse que o verso de abertura ("Show me, show me, show me how you do that trick", em português "me mostre, me mostre, me mostre como você faz esse truque") se refere a suas lembranças de infância de dominar truques de mágica, mas, "em outro nível", completou, "se refere a um truque de sedução, algo bem posterior em minha vida".

## Recepção
"Just Like Heaven" foi o terceiro single do álbum Kiss Me Kiss Me Kiss Me a ser lançado. A crítica de Melody Maker ao single foi indecisa; o escritor David Stubbs o descreveu como "uma coisa colorida, palpitante, inquieta" e "impecável", mas, completou, "deixa minha cara verde, como se tivesse comido muitas trufas". O hit foi o 11º do The Cure a entrar no Top 40 do Reino Unido, e lá permaneceu nas paradas de sucesso por cinco semanas durante outubro e novembro de 1987, alcançando a 29ª posição. Nos Estados Unidos, "Just Like Heaven" se tornou em janeiro de 1988 o primeiro single da banda a entrar para o Top 40, quando ficou por uma semana na 40ª posição da Billboard Hot 100.
Stephen Thomas Erlewine, do Allmusic, disse que "a grandiosa 'Just Like Heaven' [...] é notável e ajuda a fazer o álbum [Kiss Me, Kiss Me, Kiss Me] um dos melhores da banda". Ned Raggett, também do Allmusic, escreveu que a canção, foi "memorável desde o primeiro instante, [e] radiante com a mais áspera energia", sendo "uma amostra perfeita do romântico e ansioso calculismo de Robert Smith. Sua principal linha de guitarra, uma melodia decrescente e gentilmente ecoante, contrasta perfeitamente com a combinação difusa das guitarras responsáveis pelo ritmo, enquanto o baixo de Simon Gallup e a vigorosa, imediata bateria de Boris Williams dão conta de uma grandiosa introdução à faixa." Barry Walsh, da revista Slant, disse que a banda "está no seu auge (...) com a simplesmente estelar 'Just Like Heaven'. Linhas de guitarra decrescentes e cintilantes, a linha de baixo palpitante de Gallup e as pancadas autoritárias de Williams moldam um verso tipicamente apaixonado de Smith, com o resultado final sendo um dos singles mais sublimes do The Cure, e talvez um dos melhores da música pop do final dos anos 80."
Embora os singles posteriores "Lovesong" e "Friday I'm in Love" tenham alcançado posições mais altas nas paradas de sucesso, "Just Like Heaven" foi a grande guinada da banda nos Estados Unidos e foi descrita como, "pelo menos nos Estados Unidos, a única canção do The Cure que aparentemente todo mundo conhece." A canção inspirou o nome e foi usada no filme de 2005 Just Like Heaven (no Brasil, E Se Fosse Verdade...; em Portugal, Enquanto Estiveres Aí). Em 2004, a revista Rolling Stone classificou a canção na 483ª colocação em sua lista das "500 Melhores Músicas de Todos os Tempos". Em 2005, a Entertainment Weekly colocou "Just Like Heaven" na 25ª colocação em sua lista das "50 Melhores Músicas Românticas", dizendo que "acontece que caras que usam delineador também podem ser felizes". No ano seguinte, a canção ficou em 22º lugar na pesquisa feita pela VH1 das "100 Melhores Músicas dos Anos 80".
Robert Smith disse que considera "Just Like Heaven" um dos trabalhos mais fortes da banda, e se referiu a ele como a melhor canção pop que a banda já fez. Muitos fãs de alto prestígio também expressaram apreço pela canção. Ben Folds disse à revista Blender que "tudo dessa canção — a composição, a musicalidade — é expressão artística. Melhor impossível. Sempre que ouço no álbum ou no rádio, saio pulando feito louco". J Mascis disse que a afeição de sua banda Dinosaur Jr. pela canção os inspirou a gravar uma versão cover, que foi lançada em 1989. Em 16 de julho de 2006, "Just Like Heaven" foi posta como despertador para a tripulação do ônibus espacial Discovery em seu voo STS-121 a pedido da família do astronauta Piers Sellers, que disse ao centro de controle da missão que a canção o remetia aos anos selvagens, alegres e embriagados de sua juventude.

## Videoclipe

Robert Smith e Roger O'Donnell (atrás) no penhasco de Beachy Head, em referência à letra da canção.

O clipe de "Just Like Heaven" foi dirigido por Tim Pope, o mesmo que dirigiu todos os clipes da banda desde "Let's Go to Bed", de 1982. O clipe foi filmado nos estúdios Pinewood em outubro de 1987. Situado num penhasco com vista para o mar, o clipe recria muitas das memórias detalhadas na letra da música. Embora tenha alegado por anos que o clipe foi gravado em um lugar inspirado pela música, Robert Smith posteriormente admitiu que a maior parte foi filmada em estúdio a partir de cenas da água e dos penhascos de Beachy Head filmadas para o clipe "Close to Me", de 1985.
Durante o solo de piano, o céu escurece e a banda é mostrada em roupas brancas. Mary Poole aparece nessa cena como uma mulher de branco dançando com o vocalista. Como ele explicou, "Mary dança comigo no clipe porque ela é a garota [da música], então precisava ser ela!" Pope posteriormente comentou que, francamente, ela poderia ser considerada a única mulher de todos os clipes da história do The Cure.
Quando, em 1987, na terceira edição da Cure News, perguntaram a Robert Smith o que ele tinha em mente ao escrever a canção, ele respondeu que ela "foi inspirada por algo que me aconteceu muito tempo atrás — veja o clipe!".

## Versõescover
Muitos covers de "Just Like Heaven" já foram lançados, incluindo uma versão em espanhol. Katie Melua gravou um cover para o filme de 2005 Just Like Heaven, que também está presente em seu álbum Piece by Piece. No Reino Unido, esse cover foi lançado em seu single duplo "I Cried for You" em 2005, enquanto, nas rádios americanas, veio a ser um mero hit de música adulto-contemporânea em 2006. Em 2007, foi feito um cover da canção para o jogo de videogame de Alvin e os Esquilos.
Pessoalmente, o cover preferido de Robert Smith é o da banda americana de rock alternativo Dinosaur Jr., que foi lançado como um single em 1989 no Reino Unido e, em 1990, nos Estados Unidos. Essa versão tem um andamento mais rápido e expõe o som alto e de distorção pesada da banda. O vocalista do Dinosaur Jr. explicou: "Nós gravamos para um álbum de coletânea, mas, quando terminamos, gostamos tanto que não quisemos dar para eles." Quando ouviu, Smith descreveu desta maneira a sensação: "J. Mascis me enviou uma fita e foi algo muito apaixonante. Foi fantástico. Nunca antes nem depois tive uma reação tão visceral a uma versão cover". Chegou mesmo a dizer que o cover influenciou a maneira de sua banda tocar "Just Like Heaven" ao vivo.

## Faixas
| 7" - Fiction / Fics 27 (Reino Unido) 1. "Just Like Heaven" [edited remix] (3:17) 2. "Snow in Summer" (3:26) 7" - Polydor / 887-104-7 (França) 1. "Just Like Heaven" [Remix] (3:17) 2. "Snow in Summer" (3:26) 7" - Elektra / 7 69443 (Estados Unidos) 1. "Just Like Heaven" [edited remix] (3:17) 2. "Breathe" (4:47) 7" - Polydor / 887 104-7 (França) 1. "Just Like Heaven" (3:17) 2. "Breathe" (4:47) | 12" - Fiction / Ficsx 27 (Reino Unido) 1. "Just Like Heaven" [remix] (3:29) 2. "Snow in Summer" (3:26) 3. "Sugar Girl" (3:14) - também lançado em CD Fixcd 27 12" - Elektra / 0 66793 (U.S.) 1. "Just Like Heaven" [remix] (3:29) 2. "Breathe" (4:47) 3. "A Chain of Flowers" (4:55) |

## Desempenho nas paradas musicais
| País — Parada musical (1987/1988)     | Melhor posição |
| ------------------------------------- | -------------- |
| França — SNEP                         | 33             |
| Estados Unidos — Hot Dance Club Songs | 28             |
| Estados Unidos — Billboard Hot 100    | 40             |
| Nova Zelândia — RIANZ                 | 31             |
| Países Baixos — Dutch Top 40          | 82             |
| Reino Unido — UK Singles Chart        | 29             |